# Barakli
Barakli (macedónul: Баракли, törökül Baraklı) település Észak-Macedóniában, a Délkeleti körzetben, a Valandovói járásban.

## Népesség
| Lakosok száma | 276  | 332  | 15   |      |
|               | 1948 | 1953 | 1961 | 1971 |

2002-ben lakatlan település. Korábban törökök lakták.